# Katowice Ochojec
Katowice Ochojec – nieczynny przystanek kolejowy i czynny posterunek odgałęźny w Katowicach Ochojcu, w województwie śląskim, w Polsce.

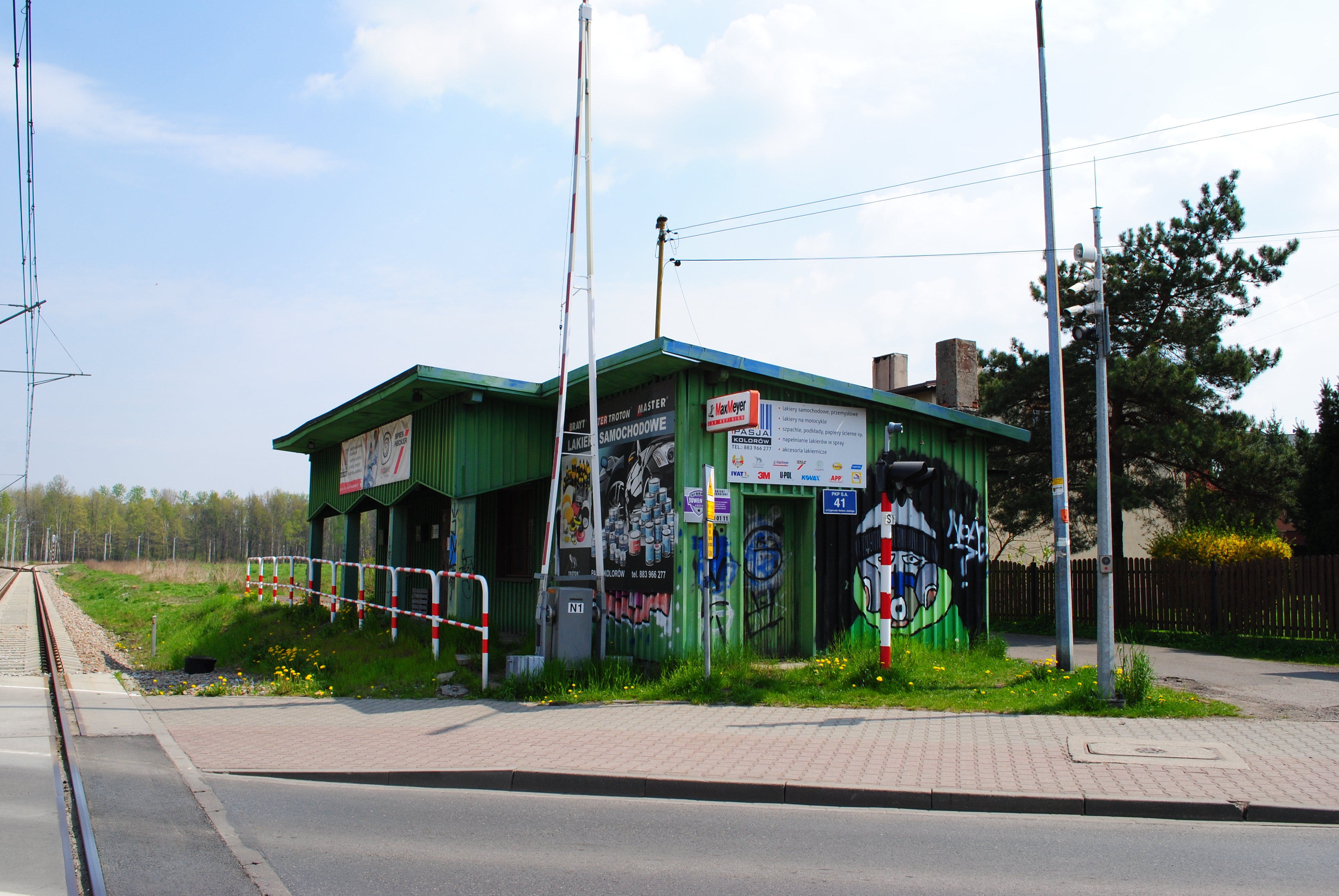
Dawny budynek dworca kolejowego na d. przystanku Katowice Ochojec (2022)

W ramach Rządowego programu budowy lub modernizacji przystanków kolejowych na lata 2021–2025 planowana jest budowa przystanku kolejowego o tej samej nazwie w lokalizacji dawnego przystanku z terminem do IV kwartału 2023 roku.